# 2022년 빈니차 미사일 공격
러시아 연방군은 2022년, 우크라이나를 침공하는 동안 우크라이나 빈니차에 여러 차례 로켓 공격을 가했다. 여러 국가들의 당국자들은 이 공격을 전쟁 범죄로 분류하였다.

## 3월 사회 기반 시설 공격
2022년 3월 6일, 러시아군은 하브리시우카 빈니차 국제공항을 향해 로켓 공격을 개시하였다. 볼로디미르 젤렌스키 대통령에 따르면, 러시아가 발사한 8개의 로켓이 우크라이나 중부에 위치한 빈니차 공항의 기반 시설을 파괴했다. 위성 이미지에선 건물 2개가 파괴되고 항공기 1대가 파괴된 것으로 드러났다. 이 공격으로 10명이 사망하고 6명이 부상을 입었다.
빈니차 TV 마스트는 2022년 3월 16일, 러시아 로켓 발사로 타격을 입어 빈니차에서 방송 능력을 상실하였다.
2022년 3월 25일, 러시아군은 우크라이나 빈니차에 위치한 우크라이나 공군 국각군사지휘본부를 향한 공습을 개시하였다. 순항 미사일 6발이 공습에 투입되었으며, 이 공격으로 우크라이나 공군 기반 시설이 심각한 타격을 입었다.

## 7월 빈니차 시내 로켓 공격
2022년 7월 14일 오전 10시 10분경, 도시에 공습 경보가 울렸다. 10시 42분쯤, 지역 주민들은 도시에서 세 차례 폭발이 일어났다고 알렸다. 그 전에 지역 주민들은 베르샤드 시와 빈니차 상공을 비행하는 미사일을 발견했다. 우크라이나 당국에 따르면, 러시아 해군은 흑해에 있는 잠수함에서 칼리브르 순항미사일 5발을 발사하였다. 우크라이나는 미사일 2발이 격추되었지만, 나머지 3발은 의료 센터, 사무실, 상점, 주거용 건물을 포함한 민간 건물을 공격했다고 주장했다. 러시아 해군이 빈니차에 미사일 공격을 가하면서 최소 24명(어린이 3명 포함)이 사망하고 최소 202명이 부상을 입었다. 이 미사일 공격은 러시아의 전쟁 범죄 책임을 묻는 헤이그 회의가 진행되고 있는 와중에 발생했다.

### 반응
현지 당국자들은 칼리브르 미사일이 고정밀이기에 러시아가 고의로 민간인들을 겨냥한 것이라고 지적하였다. 여러 국가의 당국자들은 이 칼리브르 미사일 공격을 전쟁 범죄로 분류하였다.
볼로디미르 젤렌스키 우크라이나 대통령은 자신의 텔레그램 채널에서 러시아군이 빈니차에 미사일 공격을 한 것을 언급하면서 러시아군이 민간인들을 표적으로 공격해 부상자와 사망자가 발생했으며, 그 가운데는 어린 아이도 있다고 말했다. 젤렌스키는 민간인들을 표적으로 미사일 공격을 가한 러시아를 규탄하면서 이를 테러 행위라고 규정지었으며, 러시아를 비인간적이며, 살인마의 나라. 테러리스트들의 나라라고 묘사하였다."
러시아 국방부는 다음 날 빈니차를 향한 공격을 공식 인정하였다. 러시아 국방부는 우크라이나 공군 사령부와 외국 무기 공급 업체 대표의 회의가 열리고 있었다고 추정되는 장소를 공격해 타격을 입혔다고 밝혔으며, 회의 참가자 대부분이 사망했다고 주장하였다.
우크라이나 주재 몰도바 대사 발레리우 치베리(Valeriu Chiveri)는 최전선에서 떨어진 우크라이나 도시의 민간인을 표적으로 한 공격을 반인도적 범죄라고 언급하면서 러시아군의 빈니차 공격을 규탄했다. 치베리는 또한 몰도바와 우크라이나에 유럽 연합 회원국 후보 지위를 부여하기로 한 유럽 연합의 결정을 언급하고, 양국이 함께 협력해야 할 필요성 역시 언급하였다.